# سيغورا دي تورو
بلدية سيغورا دي تورو (بالإسبانية: Segura de Toro)‏، هي بلدية تقع في مقاطعة قصرش والتي تقع في منطقة إكستريمادورا، غرب إسبانيا.
يبلغ عدد سكانها 205 نسمة وفقاً لإحصائية سنة (2002).